# António Silva (ur. 2003)
António Silva (ur. 30 października 2003 w Viseu) – portugalski piłkarz, występujący na pozycji obrońcy w portugalskim klubie Benfica Lizbona oraz w reprezentacji Portugalii.

## Kariera
Na podstawie:
| Klub            | Miasto  | Debiut                                        | Sukcesy                     |
| --------------- | ------- | --------------------------------------------- | --------------------------- |
| Benfica Lizbona | Lizbona | 27 sierpnia 2022 Boavista 0:3 Benfica Lizbona | - Mistrz Portugalii 2022/23 |

## Statystyki

### Klubowe
Na podstawie:
(aktualne na dzień 4 czerwca 2025)
| Klub            | Sezon   | Liga          | Liga  | Liga   | Puchar krajowy | Puchar krajowy | Kontynentalne | Kontynentalne | Suma  | Suma   |
| Klub            | Sezon   | Liga          | Mecze | Bramki | Mecze          | Bramki         | Mecze         | Bramki        | Mecze | Bramki |
| --------------- | ------- | ------------- | ----- | ------ | -------------- | -------------- | ------------- | ------------- | ----- | ------ |
| Benfica Lizbona | 2022/23 | Primeira Liga | 30    | 3      | 4              | 0              | 10            | 2             | 44    | 5      |
| Benfica Lizbona | 2023/24 | Primeira Liga | 30    | 2      | 10             | 0              | 10            | 0             | 50    | 2      |
| Benfica Lizbona | 2024/25 | Primeira Liga | 23    | 1      | 10             | 1              | 9             | 0             | 42    | 2      |
| Benfica Lizbona | Łącznie | Łącznie       | 83    | 6      | 24             | 1              | 29            | 2             | 136   | 9      |

### Reprezentacyjne
Na podstawie:
(aktualne na dzień 4  czerwca 2025)
| Występy i gole w reprezentacji | Występy i gole w reprezentacji | Występy i gole w reprezentacji | Występy i gole w reprezentacji | Występy i gole w reprezentacji | Występy i gole w reprezentacji | Występy i gole w reprezentacji |
| Lp.                            | Data                           | Miasto                         | Przeciwnik                     | Wynik                          | Gole                           | Rozgrywki                      |
| ------------------------------ | ------------------------------ | ------------------------------ | ------------------------------ | ------------------------------ | ------------------------------ | ------------------------------ |
| 1.                             | 17.11.2022                     | Lizbona                        | Nigeria                        | 4:0 (2:0)                      |                                | mecz towarzyski                |
| 2.                             | 02.12.2022                     | Ar-Rajjan                      | Korea Południowa               | 1:2 (1:1)                      |                                | MŚ 2022                        |
| 3.                             | 26.03.2022                     | Luksemburg                     | Luksemburg                     | 6:0 (4:0)                      |                                | Eliminacje EURO 2024           |
| 4.                             | 24.05.2023                     | Lizbona                        | Bośnia i Hercegowina           | 3:0 (1:0)                      |                                | Eliminacje EURO 2024           |
| 5.                             | 08.09.2023                     | Bratysława                     | Słowacja                       | 1:0 (1:0)                      |                                | Eliminacje EURO 2024           |
| 6.                             | 13.10.2023                     | Porto                          | Słowacja                       | 3:2 (2:0)                      |                                | Eliminacje EURO 2024           |
| 7.                             | 16.11.2023                     | Vaduz                          | Liechtenstein                  | 2:0 (0:0)                      |                                | Eliminacje EURO 2024           |
| 8.                             | 21.03.2024                     | Guimaraes                      | Szwecja                        | 5:2 (3:0)                      |                                | mecz towarzyski                |
| 9.                             | 26.03.2024                     | Lublana                        | Słowenia                       | 0:2 (0:0)                      |                                | mecz towarzyski                |
| 10.                            | 04.06.2024                     | Lizbona                        | Finlandia                      | 4:2 (2:0)                      |                                | mecz towarzyski                |
| 11.                            | 11.06.2024                     | Aveiro                         | Irlandia                       | 3:0 (1:0)                      |                                | mecz towarzyski                |
| 12.                            | 22.06.2024                     | Dortmund                       | Turcja                         | 3:0 (2:0)                      |                                | ME 2024                        |
| 13.                            | 26.06.2024                     | Gelsenkirchen                  | Gruzja                         | 0:2 (0:1)                      |                                | ME 2024                        |
| 14.                            | 05.09.2024                     | Lizbona                        | Chorwacja                      | 2:1 (2:1)                      |                                | LN 2024/25                     |
| 15.                            | 08.09.2024                     | Lizbona                        | Szkocja                        | 2:1 (0:1)                      |                                | LN 2024/25                     |
| 16.                            | 15.10.2024                     | Glasgow                        | Szkocja                        | 0:0 (0:0)                      |                                | LN 2024/25                     |
| 17.                            | 15.11.2024                     | Porto                          | Polska                         | 5:1 (0:0)                      |                                | LN 2024/25                     |

## Sukcesy
Na podstawie:

### Klubowe
- Mistrz Portugalii 2022/23
- Liga Młodzieżowa UEFA 2021/22